# Wolf von Kötteritz
Wolf von Kötteritz (* 1516 in Altenburg; † 24. April 1575 in Magdeburg) war ein deutscher Jurist und Politiker.

## Leben
Wolf von Kötteritz war der Sohn des Amtmannes aus Altenburg und Bitterfeld Sebastian Kötteritz und seiner Frau Katharina (Mechthild) von Spiegel. Er wuchs in einem evangelisch geprägten Elternhaus auf. Sein Vater war unter anderem mit dabei, als Gregor Brück die Confessio Augustana 1530 dem Kaiser Karl V. übergab. 1530 erfolgte seine Immatrikulation an der Universität Wittenberg, was darauf hindeutet, dass er bereits bei Veit Dietrich an der Wittenberger vorbereitenden Schule für die Universität ausgebildet wurde. Sein juristisches Studium schloss er in Wittenberg 1542 ab, war dann als Erzieher des Grafen Ludwig von Eberstein-Neugarten in Frankreich und wurde 1547 Hofrat Albrechts von Preußen, verbunden mit einer juristischen Professur an der Universität Königsberg. In dieser Eigenschaft war er auch 1550 Rektor der Alma Mater.
Mit Andreas Osiander war er seit 1549 befreundet. 1551 wurde er gemeinsam mit Franciscus Stancarus als Vermittler im Osiandrischen Streit eingesetzt und geriet dabei in Auseinandersetzungen mit seinem Landesherrn, was 1553 zu seiner Entlassung führte. Er ging 1560 an den Hof von Georg Friedrich von Ansbach und Bayreuth, wo er Oberkanzler für die Fürstentümer Ansbach und Bayreuth wurde. In dieser Funktion war er 1561 beim Naumburger Fürstentag und unterschrieb dort stellvertretend für die Fürstentümer die Confessio Augustana. Unterstützt von Georg Karg betrieb er die Einziehung der geistlichen Güter für die fürstliche Verwaltung und verfasste 1561 ein Gutachten zur Verwendung der geistlichen Güter, welches in der Folge Richtschnur zur Behandlung der Materie werden sollte.
Aufgrund von Eigenmächtigkeiten und der Zelebrierung eines aufwendigen Lebensstils zog sich von Kötteritz den Unmut seines Landesherrn und in der Pfründefrage die Feindschaft der einheimischen Beamten zu. Hinzu kam, dass er durch seinen Dienst bei Albrecht von Brandenburg seinen lebenslang geleisteten Eid gebrochen und somit Staatsgeheimnisse verraten hatte. Daher wurde seine Bestallung 1562 zum Oberkanzler für ungültig erklärt und er wurde aus Ansbach verwiesen. Er ging an den Hof des Pfalzgrafen Wolfgang zu Pfalz-Zweibrücken als Hofrat und Landvogt, wechselte 1569 an den Hof von Johann Wilhelm von Sachsen-Weimar und fand nach dessen Tode, verfolgt als Gnesiolutheraner, in Magdeburg seine letzte Zufluchtsstätte.